# 石川県道161号大杉長谷線
石川県道161号大杉長谷線（いしかわけんどう161ごう おおすぎながたにせん）は、石川県小松市内を通る一般県道である。

## 概要
起点は、赤瀬ダム湖南端の桜橋東詰である。赤瀬ダム前を経て大杉谷川に沿って北上している。石川県立小松瀬領特別支援学校前を経て、終点に至る。
瀬領町地内は狭隘であり、上り江大橋から長谷町まで並走する農道（小松市道）がバイパスとしての機能を有している。

### 路線データ
- 起点：石川県小松市大杉町卯61番1地先（＝桜橋東詰・石川県道43号丸山加賀線交点）
- 終点：石川県小松市長谷町コ50番1地先（＝長谷町交差点・国道416号交点）

## 歴史
- 1935年（昭和10年）11月18日：能美郡大杉谷村（現在の小松市南部）の瀬領大橋および赤瀬大橋がそれぞれ竣工[1]。
- 1960年（昭和35年）10月15日：道路法（昭和27年法律第180号）第7条の規定に基づき、小松市丸山町（牛ヶ首峠）から同市長谷町（現在の当県道の終点）までの区間を丸山長谷線（整理番号63）として路線認定[2]。
- 1982年（昭和57年）
  - 4月1日：道路法（昭和27年法律第180号）第56条の規定に基づき、丸山長谷線の一部を「丸山加賀線」として主要地方道に指定[3]。
  - 10月5日：丸山長谷線を路線廃止[4]。丸山長谷線のうち、小松市丸山町（牛ヶ首峠）から同市大杉町（現在の起点）までの区間を主要地方道である石川県道43号丸山加賀線として新たに路線認定[5]。同日、残りの区間を現在の路線名で新たに路線認定[5]。

## 地理

### 通過する自治体
- 石川県
  - 小松市

### 交差する道路
- 石川県道43号丸山加賀線（小松市大杉町・桜橋東詰：起点）
- 石川県道163号瀬領粟津線（小松市瀬領町）
- 国道416号（小松市長谷町・長谷町交差点：終点）

## バス路線
- 小松バス（大杉線：桜橋東詰：起点 - 赤瀬温泉 - 江指 - 長谷町交差点：終点）